# Brianna Decker
Pour les articles homonymes, voir Decker.
Temple de la renommée : 2025
Brianna Decker (née le 13 mai 1991 à Dousman dans l'État du Wisconsin) est une joueuse de hockey sur glace américaine évoluant dans la ligue élite féminine en tant qu'attaquante. Elle a remporté deux titres olympiques, une médaille d'argent aux Jeux olympiques de Sotchi en 2014 et une médaille d'or aux Jeux olympiques de Pyeongchang en 2018. Elle a également représenté les États-Unis dans huit championnats du monde, remportant six médailles d'or et deux médailles d'argent.
Elle remporte le Trophée Patty Kazmaier en 2012, la Coupe Clarkson avec les Blades de Boston en 2015 et l'Inferno de Calgary en 2019 et la Coupe Isobel avec les Pride de Boston en 2016.

## Biographie

### Carrière universitaire
Brianna Decker joue sa première année pour les Badgers du Wisconsin en 2009-2010, dans la ligue universitaire de hockey féminin NCAA. Elle inscrit le premier but de la saison des Badgers le 3 octobre dans un match contre l'équipe rivale des Fighting Hawks du Dakota du Nord. Pendant cette première saison, elle enregistre sept matchs avec plusieurs points et quatre matchs avec plusieurs buts. Elle se place donc troisième marqueuse de l'équipe malgré le fait qu'elle manque la moitié de la saison régulière. 
Le 25 septembre 2011, Decker inscrit le troisième coup du chapeau de sa carrière dans une victoire 13-0 contre les Lions de Lindenwood . Durant cette saison 2010-2011, elle inscrit un nouveau record de la franchise en marquant 12 buts décisifs. Elle détient également le record de la plus longue série de matchs avec buts soit 32 matchs du 11 février 2011 au 6 janvier 2012, pour 77 points (33 buts et 44 assistances). 
Lors de sa troisième année elle remporte le Trophée Patty Kazmaier qui récompense la meilleure joueuse de l'ensemble du championnat universitaire. La saison suivante, elle est nommée capitaine des Badgers pour sa dernière année.

### Carrière en ligue

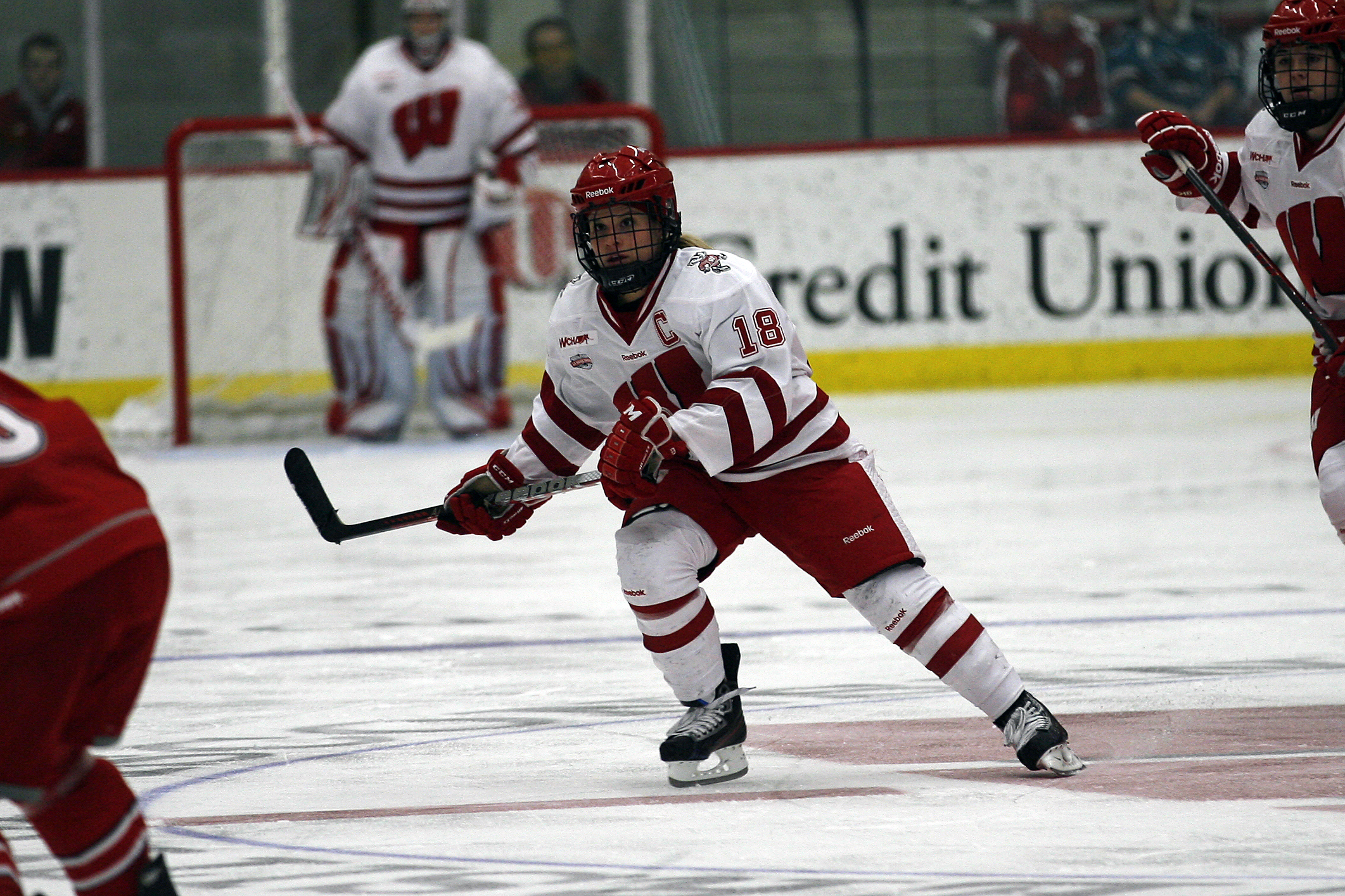
Brianna Decker chez les Badgers, en 2013.

Par la suite, Decker fait ses débuts en 2014-2015 avec les Blades de Boston dans la ligue élite canadienne LCHF. Elle réalise une bonne année, terminant seconde dans la course au Trophée Angela James qui récompense la meilleure pointeuse de la saison. De plus, elle est ex æquo avec sa coéquipière Tara Watchorn en termes de +/- avec un total de + 25. Pendant les séries éliminatoires, Decker mène le classement en nombre de buts et inscrit deux buts lors de la finale contre les Stars de Montréal qui perdent 2 à 3. Elle remporte ainsi sa première Coupe Clarkson. 
La saison suivante, elle signe en tant qu'agent libre avec les Pride de Boston dans la Ligue nationale de hockey féminin (LNHF). Elle marque l'histoire de la ligue en inscrivant le premier coup du chapeau de son histoire, le 25 octobre 2015, dans une victoire 5-3 contre les Beauts de Buffalo. Decker remporte deux fois le prix de la Joueuse la plus utile de la LNHF de façon consécutive, en 2015-2016 et 2016-2017 .
Après une année de préparation pour les Jeux olympiques en 2017-2018, Decker signe le 24 juillet 2018 un contrat en tant qu'agent libre avec l'Inferno de Calgary . En janvier 2019, elle est invitée à participer au concours d'habiletés du 64ematch des étoiles de la Ligue nationale de hockey pour réaliser la démonstration du « défi des passes ». Dès le lendemain, et après que plusieurs journalistes pointent le fait que Brianna Decker a réalisé le meilleur temps lors de l'épreuve, un hashtag #PayDecker prend de l'ampleur sur les réseaux sociaux. En effet, son temps en démonstration n'étant pas compté officiellement, la joueuse n'a pas pu bénéficier d'une récompense financière à l'instar des vainqueurs masculins. L'équipementier CCM Hockey décide de lui remettre les 25 000 dollars le soir même ,. 
Faisant partie des hockeyeuses boycottant la saison 2019-2020 à la suite de la fermeture de l'unique ligue canadienne, elle ne joue pas mais est sélectionnée  par la NHL pour le 65e match des étoiles dans l'épreuve du match féminine élite 3 contre 3 .

### En équipe nationale
Elle remporte sa première médaille pour l'équipe nationale des États-Unis des moins de 18 ans lors du championnat du monde 2008. 
Le 28 janvier 2011, elle est annoncée dans le premier groupe préliminaire sélectionné pour faire partie de l'équipe nationale sénior. Du 4 au 12 avril, elle participe avec 30 joueuses à un camp d'entrainement faisant office de sélection pour l'effectif final du championnat du monde. Elle est retenue pour la première fois pour les championnats du monde 2011 où elle inscrit 11 points (4 buts et 7 aides), faisant partie des meilleures marqueuses . 
Brianna Decker participe à ses premiers Jeux olympiques à l'occasion des Jeux de Sotchi en 2014, où elle remporte une médaille d'argent. Elle participe également à plusieurs championnats du monde, notamment ceux de 2017 où elle enregistre deux assistances lors de la victoire en finale contre le Canada .
Elle fait partie de l'effectif des Jeux olympiques de Pyeongchang en 2018 et remporte une médaille d'or. Elle est sélectionnée une troisième fois pour les Jeux de Pékin en 2022 où elle endosse le rôle de capitaine assistante. Malheureusement, elle se blesse pendant le premier match contre la Finlande lors d'une collision avec Ronja Savolainen qui la conduit à être évacuée de la glace sur civière, mettant fin à son tournoi olympique ,.

## Statistiques

### En club
| Saison      | Équipe               | Ligue       |     | Saison régulière | Saison régulière | Saison régulière | Saison régulière | Saison régulière |   | Séries éliminatoires | Séries éliminatoires | Séries éliminatoires | Séries éliminatoires | Séries éliminatoires |
| Saison      | Équipe               | Ligue       | PJ  | B                | A                | Pts              | Pun              | PJ               | B | A                    | Pts                  | Pun                  |                      |                      |
| 2009-2010   | Badgers du Wisconsin | NCAA        | 27  | 15               | 12               | 27               | 20               |                  |   |                      |                      |                      |                      |                      |
| 2010-2011   | Badgers du Wisconsin | NCAA        | 41  | 34               | 46               | 80               | 18               |                  |   |                      |                      |                      |                      |                      |
| 2011-2012   | Badgers du Wisconsin | NCAA        | 40  | 37               | 45               | 82               | 47               |                  |   |                      |                      |                      |                      |                      |
| 2012-2013   | Badgers du Wisconsin | NCAA        | 35  | 29               | 26               | 55               | 40               |                  |   |                      |                      |                      |                      |                      |
| 2014-2015   | Blades de Boston     | LCHF        | 12  | 16               | 16               | 32               | 10               | 3                | 5 | 3                    | 8                    | 10                   |                      |                      |
| 2015-2016   | Pride de Boston      | LNHF        | 16  | 14               | 15               | 29               | 20               | 4                | 5 | 4                    | 9                    | 6                    |                      |                      |
| 2016-2017   | Pride de Boston      | LNHF        | 17  | 14               | 17               | 31               | 14               | 2                | 1 | 4                    | 5                    | 2                    |                      |                      |
| 2018-2019   | Inferno de Calgary   | LCHF        | 23  | 12               | 14               | 26               | 18               | 4                | 3 | 0                    | 3                    | 4                    |                      |                      |
| Totaux NCAA | Totaux NCAA          | Totaux NCAA | 143 | 115              | 129              | 244              | 175              |                  |   |                      |                      |                      |                      |                      |
| Totaux LCHF | Totaux LCHF          | Totaux LCHF | 35  | 28               | 30               | 58               | 28               | 7                | 8 | 3                    | 11                   | 14                   |                      |                      |
| Totaux LNHF | Totaux LNHF          | Totaux LNHF | 33  | 28               | 32               | 60               | 34               | 6                | 6 | 8                    | 14                   | 8                    |                      |                      |

### En équipe nationale
| Année | Équipe             | Compétition                  |   | PJ | B | A  | Pts | Pun               |  | Résultat |
| 2008  | États-Unis - 18ans | Championnat du monde - 18ans | 5 | 3  | 4 | 7  | 2   | Médaille d'or     |  |          |
| 2009  | États-Unis - 18ans | Championnat du monde - 18ans | 5 | 8  | 1 | 9  | 4   | Médaille d'or     |  |          |
| 2011  | États-Unis         | Championnat du monde         | 5 | 4  | 7 | 11 | 8   | Médaille d'or     |  |          |
| 2012  | États-Unis         | Championnat du monde         | 5 | 4  | 6 | 10 | 6   | Médaille d'argent |  |          |
| 2013  | États-Unis         | Championnat du monde         | 5 | 6  | 2 | 8  | 4   | Médaille d'or     |  |          |
| 2014  | États-Unis         | Jeux olympiques              | 5 | 2  | 4 | 6  | 6   | Médaille d'argent |  |          |
| 2015  | États-Unis         | Championnat du monde         | 5 | 5  | 6 | 11 | 0   | Médaille d'or     |  |          |
| 2016  | États-Unis         | Championnat du monde         | 5 | 2  | 4 | 6  | 2   | Médaille d'or     |  |          |
| 2017  | États-Unis         | Championnat du monde         | 5 | 3  | 9 | 12 | 8   | Médaille d'or     |  |          |
| 2018  | États-Unis         | Jeux olympiques              | 5 | 0  | 3 | 3  | 6   | Médaille d'or     |  |          |
| 2019  | États-Unis         | Championnat du monde         | 7 | 2  | 3 | 5  | 2   | Médaille d'or     |  |          |
| 2021  | États-Unis         | Championnat du monde         | 7 | 2  | 3 | 5  | 6   | Médaille d'argent |  |          |

## Trophées et honneurs personnels

### Ligue universitaire
- 2009-2010 :
  - Nommée trois fois Recrue de la semaine de l'Association Collégiale de Hockey de l'Ouest (WCHA).
  - Recrue de l'année de la pré-saison du WCHA.
  - Équipe des recrues de la WCHA.
  - Recrue de l'année des Badgers.
- 2010-2011 :
  - Sélectionnée dans l'équipe seconde « All-America » de Division I [14].
  - Sélectionnée dans l'équipe première de la WCHA.
  - Joueuse la plus utile de la WCHA.
- 2011-2012 :
  - Remporte le Trophée Patty Kazmaier[15].
  - Joueuse offensive de l'année du Wisconsin.

### Ligue canadienne de hockey féminin
- Remporte le prix de la « Recrue de l'année » en 2015.
- Remporte la Coupe Clarkson en 2015.
- Remporte la Coupe Clarkson en 2019.
- Nommée Meilleure joueuse des séries éliminatoires en 2019 [16].

### Ligue nationale de hockey féminin
- Remporte la Coupe Isobel en 2016.
- Remporte le prix de « Joueuse la plus utile » des séries éliminatoires.
- Remporte le prix de « Joueuse la plus utile » de la LNHF en 2016 et 2017.
- Sélectionnée pour le match des étoiles de la LNHF en 2016 et 2017.
- Meilleure pointeuse et buteuse de la saison 2016-2017 de la LNHF.

### En équipe nationale
- Nommée dans l'équipe type des médias des championnats du monde 2013 et dans le top 3 de son équipe. Elle est également la meilleure buteuse (6) du tournoi.
- Nommée dans l'équipe type des médias des championnats du monde 2015 et dans le top 3 de son équipe.
- Nommée dans l'équipe type des médias des championnats du monde 2017, ainsi que meilleure attaquante, meilleure plus/minus, meilleure pointeuse (12) et joueuse avec le plus d'aides (9). Elle est également élue Most Valuable Player (en français, Joueuse la plus utile) du tournoi et fait partie du Top 3 de son équipe.
- Elle est nommée dans le top 3 de son équipe à l'occasion des championnats du monde 2021.